# Susanne Theumer

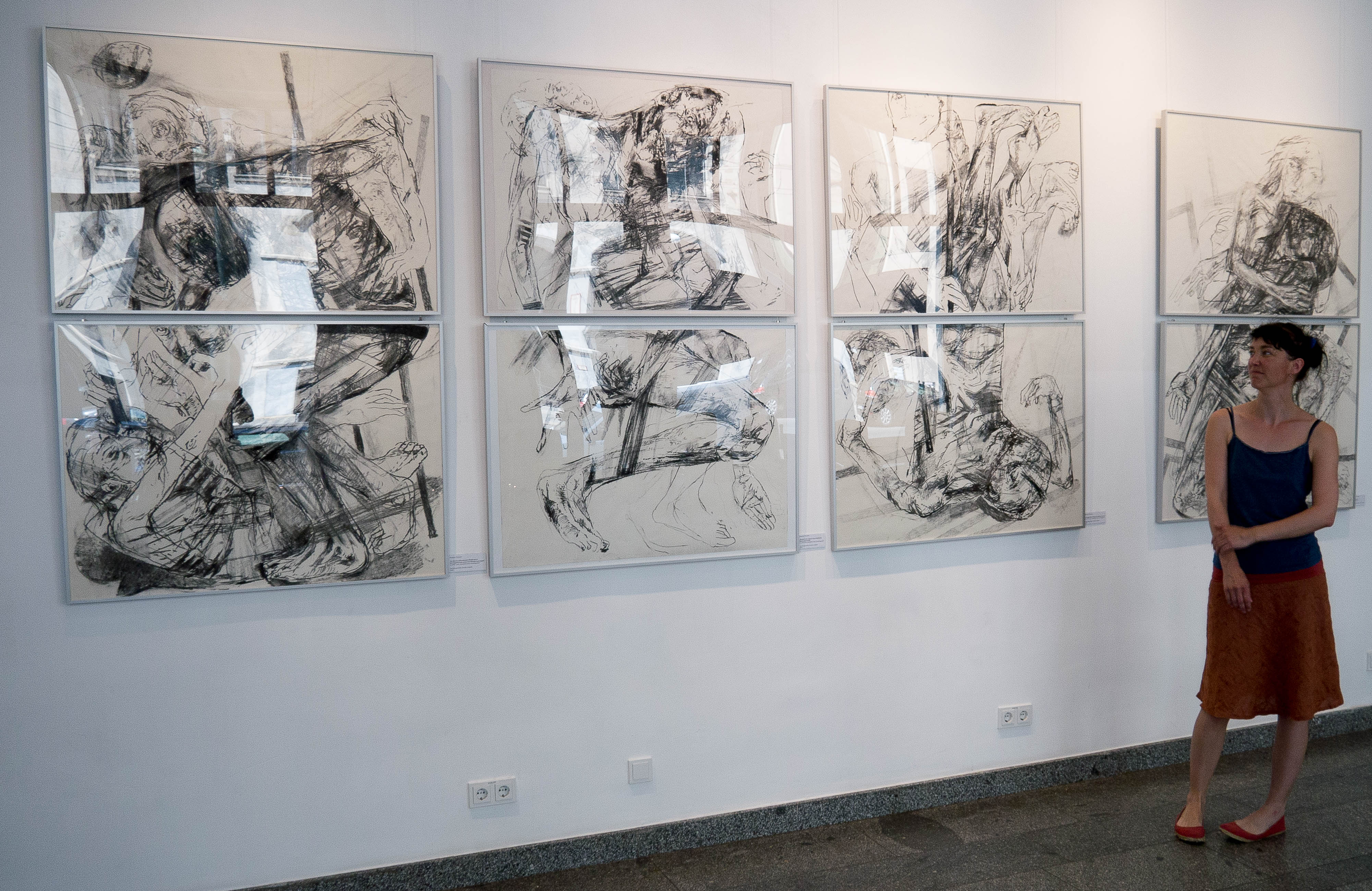
Susanne Theumer bei der Eröffnung der Ausstellung zu J. M. R. Lenz im Brecht-Haus Berlin 2015

Susanne Theumer (* 13. April 1975 in Halle (Saale) als Susanne Berg) ist eine deutsche Künstlerin, Grafikerin und Buchillustratorin.

## Werdegang
Von 1990 bis 1993 absolvierte Theumer ein Abendstudium an der Hochschule für Kunst und Design Burg Giebichenstein in Halle/Saale. 1993 machte sie am Institut zur Vorbereitung auf das Auslandsstudium (IVA) in Halle ihr Abitur und studierte anschließend an der Burg Giebichenstein Freie Graphik bei Frank Ruddigkeit und Thomas Rug (* 1953) und schloss mit Diplom ab. Anschließend war sie Meisterschülerin bis 2004 an der Burg. Seit 2004 ist sie als freischaffende Künstlerin in Höhnstedt und Halle/Saale tätig.

## Künstlerisches Wirken

### Arbeitsansatz
„Für meine künstlerische Arbeit ist es mir wichtig, durch die Vertiefung und intensive Beschäftigung mit Geschichte und Literatur vergangener Zeit wie auch Gegenwart, aktuelle Bezüge zu Geschehnissen unserer heutigen Welt und Zeit herzustellen. Die systematische Technisierung, Rationalisierung und der Drang des Neuen und immer Neuesten, den der Prozeß der Moderne im Zeitalter der 3. industriellen Revolution produziert, erscheint mir als Verächter der Vergangenheit. Aber gerade die in der Vergangenheit gewonnenen Erkenntnisse, die Ereignisse und auch persönlichen Erfahrungen sind es doch, die dazu beitragen, die Welt mit den eigenen Augen und dem jeweiligen Hintergrund der aktuellen Geschehnisse zu sehen. Mir kommt es darauf an, bestimmte Geschehnisse der Weltgeschichte, aber auch Grundideen und Philosophien der mir sehr wichtigen Dichter, die wie selbstverständlich in jede Zeit transportiert werden können, grafisch für mich und meine Zeit umzusetzen, und damit wieder einen geringen neuen Teil hinzuzufügen, den großen Gedanken und Ideen von damals zu huldigen, ihre Aktualität zu beweisen und zu veranschaulichen und damit die Kunst um ein Weniges reicher zu machen.“
Susanne Theumer beschäftigen seit langem drei große Themen: die Auseinandersetzung mit Literatur der Vergangenheit und Gegenwart, in deren Zentrum der gefährdete Mensch in existenzieller Situation steht, die jüngere deutsche Vergangenheit, Nationalsozialismus, Holocaust, Sozialismus und die Spuren, die diese Zeiten hinterlassen haben, und letztendlich ihre Heimat, ihre Herkunft.

### Arbeiten zu den Leunawerken
Susanne Theumers Eltern arbeiteten zu DDR-Zeiten im großen Chemiekombinat Leuna. Die Monumentalität der Anlagen überwältigten sie schon als Kind. Nachdem die Industrie-Anlagen 1989 geschlossen wurden und der Abriss anstand, begann die Künstlerin ihre Eindrücke vor Ort in Radierungen und Zeichnungen zu verarbeiten. Dazu kamen Arbeiten auf der Mülldeponie in Halle-Lochau. Sie empfand eine große Ähnlichkeit zwischen Lochau und Leuna.
„Ob es nun die Zeit, in der das Buch geschrieben und die Anlagen gebaut wurden, den wirtschaftlichen und technischen Fortschritt symbolisierend, sei es die Masse der Arbeitslosen, die durch den Abriss des Leuna-Werkes und die Schließung der Deponie entstanden war und die nun durch den Verlust der Arbeit ein Auslöschen der eigenen Identität sah, oder war es die Mülldeponie an sich, ein Symbol unserer Wegwerfgesellschaft, in welcher produziert, gekauft, weggeworfen und neugekauft wird, vielleicht war es aber einfach nur die bizarre Landschaft funktionaler vergangener Werksarchitektur und das Groteske, des mit Müll und Klärschlamm aufgefüllten Tagebaurestloches in Lochau, die mich dazu zwangen, Massenwahn und daraus resultierende Phänomene durch diese Kulissen zu unterstreichen.“
Es entstanden zwölf großformatige Radierungen mit fünf, in Blei abgesetzten, Texten aus den „Aufzeichnungen“ von Elias Canetti, die in der Grafikmappe „Masse und Macht“ (2002) zusammengefasst sind. Ein besonderes Werk aus dieser Mappe ist ihre Kaltnadelradierung „Masse und Verwandlung im Delirium tremens“, das die wütende Verzweiflung der Menschen widerspiegelt, die ihre Arbeit und Identität verloren haben.

### Arbeiten zu Literatur
Seit Beginn ihrer künstlerischen Karriere und bis heute beschäftigt sich Susanne Theumer immer wieder intensiv mit literarischen Arbeiten.
Ihr erstes originalgrafisches Buch „Der Ohrenzeuge“ mit 12 Radierungen entstand 2002 zu den Texten von Elias Canetti.
Weitere Arbeiten entstanden zu Werken von Elias Canetti und seiner Frau, der Dichterin Veza Canetti. Es folgten Arbeiten zu Georg Büchner, Jakob Michael Reinhold Lenz, Imre Kertész, Wulf Kirsten, Franz Kafka, J. M. Coetzee, Marlen Haushofer und Johannes Bobrowski.

### KZ-Gedenkstätte Buchenwald und Außenlager Wansleben

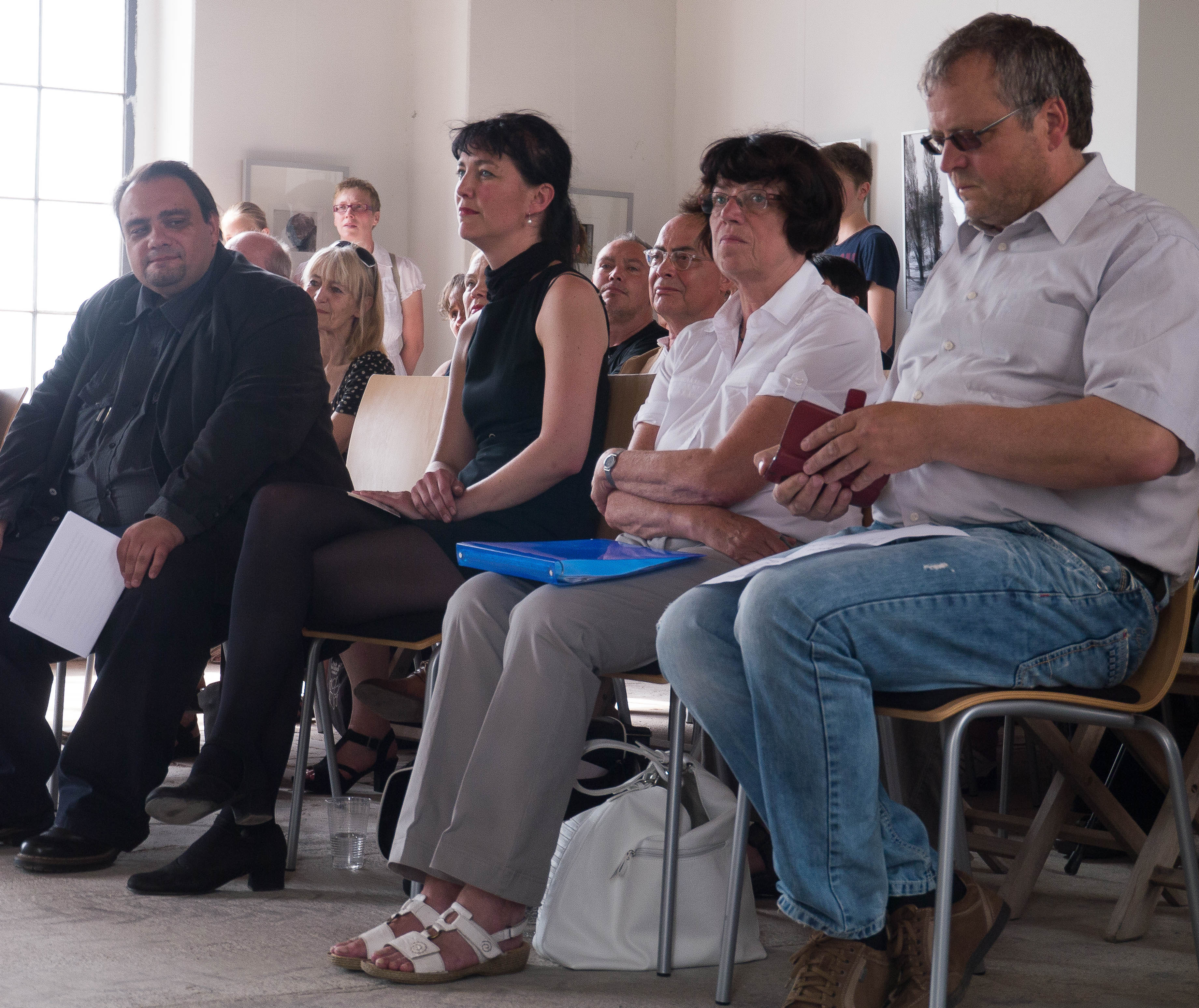
Ausstellungseröffnung Gedenkstätte Wansleben 2015. André Schinkel, Susanne Theumer, Angelika Klein, Andreas Tautrim (v. l.)

Bei einem ihrer motivsuchenden Streifzüge durch die Landschaft um Halle/Saale stieß sie in alten Kalischächten auf die baulichen Überreste des KZ Wansleben, einer Außenstelle des KZ Buchenwald. Sie arbeitet seitdem unter anderem mit dem Eigentümer des Geländes an der Erforschung der Lagergeschichte und der Begehbarmachung des Ortes, auch um den Angehörigen dort Ermordeter einen Ort ihres Gedenkens zu schaffen. Susanne Theumer ist aktives Mitglied des Vereins zur Aufarbeitung der NS-Gewaltherrschaft Neu-Mansfeld/Georgi e.V., der die weitere Forschung und Ausgestaltung der Gedenkstätte, sowie Bildungsprojekte betreibt. Zu dem KZ Wansleben fertigte Susanne Theumer großformatige Zeichnungen und das originalgrafische Buch „Das Gelände“ mit Radierungen an.
Im Juni 2015 wurde im ehemaligen Maschinenhaus des KZ Wansleben die Ausstellung „Das Gelände – Grafiken und Kohlezeichnungen von Susanne Theumer“ eröffnet.
„Gut ist es nicht, es ist jedoch wichtig, unterhalb dieses Raums in das Labyrinth der Kelleretage zu blicken und so etwas über die Zumutung dieses Ortes zu erfahren, darüber, wie es den hier Festgesetzten seinerzeit wohl erging. Susanne Theumer hat diesen Blick in den Keller mindestens zweimal festgehalten, und es sei Ihnen überlassen, ihn selbst zu versuchen. Sie werden sich wundern, wie sich die, wie mancher meint, längst verstrichenen Dinge in das Gemäuer, in die Ecken dieser Gebäude gelegt haben. Das ist es, was uns die Künstlerin, in ihrer Eigenschaft als Seismografin und Dokumentaristin dessen, was zwischen den Fugen liegt, unverstellt zeigt. Wundern Sie sich nicht, wenn Sie diesen Blick nicht mehr vergessen können.“
Susanne Theumer zeichnet und kratzt seit Jahren immer wieder in der Gedenkstätte KZ Buchenwald in Weimar. In der Kunstausstellung „Überlebensmittel – Zeugnis – Kunstwerk – Bildgedächtnis“ in der Gedenkstätte sind Arbeiten von ihr ausgestellt.

### Halle/Saale, Halle-Neustadt
Susanne Theumer wuchs in der DDR in der damals noch eigenständigen Stadt Halle-Neustadt auf und ging dort auch zur Schule.
In ihrer späteren Laufbahn hat sie sich mit ihrer eigenen Kindheit und Geschichte beschäftigt. Zusammen mit dem Schriftsteller André Schinkel begann sie die Stadt ihrer Kindheit zu erkunden. Beide zusammen veröffentlichen 2015, als ersten Teil der gemeinsamen Arbeit, das originalgrafisches Buch „Stadt meiner Kindheit. Augenblicke“ im Selbstverlag.

### Forschung und Bildung
Zu Beginn des Jahres 2014 unternahm Susanne Theumer eine Forschungsreise mit zwei Literaturprofessoren der Universitäten Carl von Ossietzky Hamburg und Humboldt Berlin über Emmendingen ins Steintal/Elsass. Die Reise fand auf den Spuren des Sturm-und-Drang-Dichters Jakob Michael Reinhold Lenz zu Oberlin nach Waldbach statt (siehe auch: „Lenz“ von Georg Büchner), um offensichtliche Beziehungen der Räumlichkeiten von Waldbach zum KZ Natzweiler-Struthof aufzuspüren. 2015 wurde dazu eine Ausstellung im Brecht-Haus (Berlin) präsentiert, parallel zu einem Lenz-Symposion.
Susanne Theumer hat mehrere private Zeichen- und Druck-Veranstaltungen mit Kindern und Jugendlichen durchgeführt. So leitete sie im Oktober 2015 in der Gedenkstätte KZ Wansleben die Projektwoche „Freiheit braucht Erinnerung“ mit Schülern des Luthergymnasiums Eisleben. Dabei wurden unter Theumers verschiedene Techniken, wie Feder-, Kohle-, Bleistift-, Kreide- und Tusche-Zeichnung genutzt, um die Eindrücke zu verarbeiten. Die Arbeiten wurden in einer Ausstellung präsentiert. Lesungen und Konzerte ergänzten die Arbeiten.
Im Oktober 2016 leitete Susanne Theumer eine einwöchige Projektwoche in der Gedenkstätte KZ Mittelbau-Dora mit Schülern und Schülerinnen des Herder-Gymnasiums Nordhausen zum Thema „Die Würde des Menschen ist unantastbar“. Mit Hilfe verschiedener künstlerischer Ausdrucksformen konnten sie sich mit den Themen der Freiheit und Menschenwürde, ihrer Zerstörung und ihres Gedenkens direkt vor Ort und in besonderer Bezugnahme zu diesem, auseinandersetzen.
Susanne Theumer ist Mitglied der Jury zur Vergabe des Hans-Meid-Preises für Buchillustration (Stand: 2023).

### Illustration und Exlibris
Die intensive Beschäftigung mit literarischen Werken führt immer wieder dazu, dass Susanne Theumer Aufträge zur Illustrationen bedeutender Arbeiten internationaler Autorinnen und Autoren ausführt. Oft wird dieses auf Wunsch der Autorinnen und Autoren und in engem Kontakt mit diesen realisiert. So besuchte sie z. B. 2013 den Schriftsteller Péter Nádas in Ungarn und radierte zu seinen Texten, im Sommer 2014 erschien im Verlag Thomas Reche ein gemeinsames Buch.
Viele Illustrationen hat sie für Bücher der Büchergilde Gutenberg und den Verlag Thomas Reche realisiert.
Als besondere Arbeiten, eine eigene Kunstrichtung, fertigt Susanne Theumer Exlibris für Auftraggeber an. Viele dieser besonderen Arbeiten wurden 2012 im Kunstmuseum Frederikshavn in Dänemark ausgestellt. 2018 bekam Susanne Theumer den 1. Platz beim Jahrestreffen der Deutschen Ex-Libris Gesellschaft.

## Auszeichnungen (Auswahl)
- 1996: Dritter Preis des Kunstwettbewerbs „Arbeitswelten“ der Firma Behr & Heil
- 2003: Otto-Ditscher-Kunstpreis für Illustration, Neuhofen, Rhein-Pfalz-Kreis
- 2003: Hans-Meid-Förderpreis für Illustration, Hamburg[14]
- 2004: Erster Preis der Stiftung Christliche Kunst Wittenberg[15]
- 2006: A. Paul Weber-Förderpreis für Kritische Kunst[16]
- 2007: Zweiter Preis des Von-Taube-Preises für Buchkunst, Chemnitz
- 2017: Zweiter Preis vom Kunstverein Coburg, Wettbewerb „Seit Chranach bis Charlie Hebdo – Visionen der Freiheit und Toleranz, Die Macht der Druckgrafik“
- 2021: Arbeitsstipendium „Kultur ans Netz“ des Landes Sachsen-Anhalt
- 2021: 1. Preis (Ankaufspreis) der Klassik-Stiftung Weimar im Rahmen der Buchkunst Weimar für das Unikatbuch „Luna-Park“
- 2023: Arbeitsstipendium "Kultur ans Netz III" des Landes Sachsen-Anhalt
- 2024: Stipendium für einen Arbeitsaufenthalt im Atelier Otto Niemeyer-Holstein, Lüttenort auf Usedom
- 2025: Arbeitsstipendium der Kunststiftung Sachsen-Anhalt

## Ausstellungen / Ausstellungsbeteiligungen (Auswahl)
- 2006: A. Paul Weber-Förderpreis VI: Susanne Theumer, A.-Paul-Weber-Museum, Ratzeburg[16]
- 2011: Welt im Kopf – originalgrafische Bücher und Mappen von Susanne Theumer, Universität Hamburg, Hamburg[17][18]
- 2012: Unberühmter Ort – Werke von Susanne Theumer in der Kinderchirurgie Halle (Saale)[19]
- 2012: Exlibris von Susanne Theumer, Frederikshavn Kunstmuseum, Dänemark[20]
- 2013: Susanne Theumer: Illustrationen zu Marlen Haushofers Roman „Die Wand“, Galerie Steyrdorf, Steyr, Österreich[21]
- 2014: Unberühmter Ort – Werke von Susanne Theumer, Literaturhaus, Magdeburg[22]
- 2015: Die Welt, die er hatte nutzen wollen, hatte einen ungeheuren Riß (Zeichnungen und u. a. zu Lenz), Brecht-Haus, Berlin[9]
- 2015: Unberümter Ort – Zeichnung, Radierung und ein originalgrafisches Buch von Susanne Theumer, Gedenkstätte KZ-Außenlager Wansleben
- 2015: Der Berg über der Stadt – Neue Bilder, Stadtbücherei Weimar[23]
- 2015/2016: Stadt meiner Kindheit – Augenblicke – Grafik von Susanne Theumer, Bücherei Teutschenthal
- 2016: Wortbegleiter, Gruppenausstellung mit Arbeiten von Susanne Theumer, Chemnitzer Künstlerbund[24]
- 2016: Grafik und Plastik, Arbeiten von Susanne Theumer und Carsten Theumer, Kloster Mildenfurth[25]
- 2017: Der Wanderer, Kaltnadelradierungen zu Johannes Bobrowski, Akademie Sankelmark, Oeversee
- 2017: Seit Chranach bis Charlie Hebdo – Visionen der Freiheit und Toleranz, Die Macht der Druckgrafik (Beteiligung, Preisträgerin), Kunstverein Coburg, Coburg
- 2017: Zu Johannes Bobrowski, Dichterstätte Sarah Kirsch, Limlingerode
- 2017/2018: unterwegs – Grafik Zeichnung Buchkunst, Galerie Profil, Weimar
- 2019: Grafik, Westwendischer Kunstverein e. V., Gartow
- 2019: Dichterworte – Dichterorte: Zeichnung, Druckgrafik und originalgrafisches Buch von Susanne Theumer, Universitätsbibliothek, Kiel
- 2021: Zeichen der Zeit – Der Goldberg im Norden von Halle – Eine Spurensuche, KZ-Gedenkstätte Wansleben
- 2021: Das Höchste ist das Verständlichste, Novalis-Museum Schloss Oberwiederstedt[26]
- 2022: Das Höchste ist das Verständlichste, Cafè Krèm, Aschaffenburg
- 2022: Deutsch Niederländische Grafikbörse, Stadthalle, Borken
- 2023: INNEN UND AUSSEN, Cafè Krèm, Aschaffenburg
- 2024: Buchkunstsalon Aschaffenburg, Aschaffenburg
- 2025: Susanne Theumer zum 50.: Die Lichtsehende, Büchergilde Buchhandlung & Galerie, Frankfurt/Main
- 2025: Frauen und Landschaften der Reformation: Eine Hommage, Schloss Stolberg, Südharz

## Bibliographie
- 2002: Der Ohrenzeuge. Originalgraphisches Buch mit 12 Radierungen zu Texten von Elias Canetti, 28 × 44 cm, Auflage 14 nummerierte und 2 Künstlerexemplare. Sammlungen: Herzog August Bibliothek Wolfenbüttel, Deutsche Bücherei Leipzig, Deutsche Bibliothek Frankfurt am Main, Universitäts- und Landesbibliothek Halle, Klingspor-Museum Offenbach am Main, Privatsammlungen
- 2002: Masse und Macht. Originalgraphische Mappe mit 12 Radierungen zu Texten von Elias Canetti, 60 × 50 cm, Auflage 10 nummerierte Exemplare. Sammlungen: Herzog August Bibliothek Wolfenbüttel, Herzogin Anna Amalia-Bibliothek, Privatsammlungen
- 2003: Der Oger. Originalgraphisches Buch mit 8 Radierungen zu Texten von Veza Canetti, 25 × 30 cm, Auflage 15 nummerierte und 2 Künstlerexemplare. Sammlungen: Deutsches Literaturarchiv Marbach, Deutsche Bücherei Leipzig, Deutsche Bibliothek Frankfurt am Main, Kunstbibliothek der Staatlichen Museen zu Berlin, Universitäts- und Landesbibliothek Halle, Österreichische Nationalbibliothek Wien, Privatsammlungen
- 2003: Die Schildkröten. Originalgraphische Mappe mit 11 Radierungen zu Texten von Veza Canetti, 21 × 22 cm, Auflage 15 nummerierte und 2 Künstlerexemplare. Sammlungen: Deutsche Bücherei Leipzig, Deutsche Bibliothek Frankfurt am Main, Universitäts- und Landesbibliothek Halle, Herzog August Bibliothek Wolfenbüttel, Privatsammlungen
- 2004: Lenz. Originalgraphisches Buch mit 12 Radierungen zu Texten von Georg Büchner, 2004, 25 × 35 cm, Auflage 15 nummerierte und 3 Künstlerexemplare. Sammlungen: Herzogin Anna Amalia Bibliothek, Herzog August Bibliothek Wolfenbüttel, Deutsche Bücherei Leipzig, Deutsche Bibliothek Frankfurt am Main, Universitäts- und Landesbibliothek Halle, Privatsammlungen
- 2005: An das Herz. Originalgraphisches Buch mit 11 Radierungen zu Gedichten von Jakob Michael Reinhold Lenz, 60 × 43 cm, Auflage: 16 nummerierte und 2 Künstlerexemplare. Sammlungen: Herzogin Anna Amalia Bibliothek, Deutsches Literaturarchiv Marbach, Deutsche Bücherei Leipzig, Deutsche Bibliothek Frankfurt am Main, Herzog August Bibliothek Wolfenbüttel, Universitäts- und Landesbibliothek Halle, Privatsammlungen
- 2005: Berliner Aufzeichnungen. Radierungen zu Texten von Hans Dieter Schäfer, erschienen im Verlag Thomas Reche/Neumarkt, 2005, Auflage 300 Exemplare, davon 100 Vorzugsausgaben mit Originalradierung. Sammlungen: Anhaltische Bücherei Dessau, Deutsche Bücherei Leipzig, Deutsche Bibliothek Frankfurt am Main
- 2006: Heureka! Radierungen zu Texten von Imre Kertész, erschienen im Verlag Thomas Reche/Neumarkt, Auflage 350 Exemplare, davon 100 Vorzugsausgaben mit Originalradierung. Sammlungen: Deutsche Bücherei Leipzig, Deutsche Bibliothek Frankfurt am Main, Sammlung der Gedenkstätte Buchenwald
- 2006: Ich – ein anderer. Originalgraphisches Buch mit 14 Radierungen zu Texten von Imre Kertész, 31 × 44 cm, Auflage 17 nummerierte und 2 Künstlerexemplare. Sammlungen: Herzogin Anna Amalia Bibliothek, Herzog August Bibliothek Wolfenbüttel, Deutsche Bücherei Leipzig, Deutsche Bibliothek Frankfurt am Main, Deutsches Literaturarchiv Marbach, Kunstbibliothek der Staatlichen Museen zu Berlin, Österreichische Nationalbibliothek Wien, Anhaltische Landesbücherei Dessau, Privatsammlungen
- 2007: Wettersturz. Originalgraphisches Buch mit 15 Radierungen zu Gedichten von Wulf Kirsten, 32 × 40 cm, Auflage 17 nummerierte und 3 Künstlerexemplare. Sammlungen: Herzogin Anna Amalia Bibliothek, Universitäts- und Landesbibliothek Halle, Herzog August Bibliothek Wolfenbüttel, Privatsammlungen
- 2007: Venedig. Originalgraphische Mappe mit 13 Radierungen, 32 × 29 cm, Auflage 17 nummerierte und 3 Künstlerexemplare. Sammlungen: Herzog August-Bibliothek Wolfenbüttel, Privatsammlungen
- 2008: Winterfreuden. Originalgrafisches Buch mit 14 Radierungen zu einem Prosa-Text von Wulf Kirsten, 26 × 34 cm, Auflage 17 nummerierte und 3 Künstlerexemplare. Sammlungen: Herzog August-Bibliothek Wolfenbüttel, Herzogin Anna Amalia-Bibliothek, Universitäts- und Landesbibliothek Halle, Privatsammlungen
- 2008: Verschollen. Radierungen zu Gedichten von Les Murray, erschienen im Verlag Thomas Reche, Auflage 500 Exemplare, davon 100 Vorzugsausgaben mit Originalradierung. Sammlungen: Deutsche Bücherei Leipzig, Deutsche Bibliothek Frankfurt am Main, Anhaltische Bücherei Dessau
- 2009: Zeitfraß. Originalgrafische Mappe mit 12 Radierungen zu Gedichten von Wulf Kirsten, 35 × 43 cm, Auflage 17 nummerierte und 3 Künstlerexemplare. Sammlungen: Universitäts- und Landesbibliothek Halle, Herzogin Anna Amalia-Bibliothek, Privatsammlungen, Herzog August Bibliothek Wolfenbüttel
- 2009: Dr. Henry Selwyn. Originalgrafisches Buch mit 10 Radierungen zu Textauszügen von W.G.Sebald, 40 × 49 cm, Auflage 16 nummerierte und 2 Künstlerexemplare. Sammlungen: Literaturarchiv Marbach, Herzog August Bibliothek Wolfenbüttel, Universitäts- und Landesbibliothek Halle, Privatsammlungen
- 2010: Die Wand. Radierungen zu dem Roman von Marlen Haushofer, erschienen in der Büchergilde Gutenberg, Auflage 6000 Exemplare, davon 100 Vorzugsausgaben mit Originalradierung. Sammlungen: Wienbibliothek im Rathaus, StifterHaus Linz, Herzogin Anna Amalia Bibliothek
- 2010: Die Wand. Originalgrafische Mappe mit 25 Kaltnadelradierungen und Textauszügen von Marlen Haushofer, 50 × 60 cm, Auflage 13 nummerierte Exemplare. Sammlungen: Herzogin Anna Amalia Bibliothek, Herzog August Bibliothek Wolfenbüttel, Universitäts- und Landesbibliothek Halle/Saale, Wienbibliothek im Rathaus, StifterHaus Linz, Privatsammlungen
- 2010: Menschenfresser. Gezeichnetes Unikatbuch zu einer Erzählung von Marlen Haushofer, Kohlezeichnungen, handgeschriebener Text, 14 × 22 cm. Sammlung: StifterHaus Linz
- 2011: Lebenslänglich. Gezeichnetes Unikatbuch zu einer Erzählung von Marlen Haushofer, Kohlezeichnungen, handgeschriebener Text, 2011, 14 × 22 cm. Sammlung Privatsammlung
- 2012: Ein Bericht für eine Akademie. Gezeichnetes Unikatbuch zu einer Erzählung von Franz Kafka, Kohlezeichnungen, handgeschriebener Text, 2012, 14 × 22 cm. Sammlung: Privatsammlung
- 2012: Furcht. Gezeichnetes Unikatbuch zu einer Erzählung von Marlen Haushofer, Kohlezeichnungen, handgeschriebener Text, 2012, 14 × 22 cm. Sammlung: Privatsammlung
- 2012: Das Gelände. Originalgrafisches Buch mit 15 Kaltnadelradierungen und zwei Einbandradierungen zu historischen Textauszügen und zwei Gedichten von Roland Bärwinkel, 33 × 45 cm, Auflage 20 nummerierte Exemplare. Sammlungen: Herzogin Anna Amalia Bibliothek, Herzog August Bibliothek Wolfenbüttel, Universitäts- und Landesbibliothek, Stiftung Gedenkstätten Buchenwald und Mittelbau-Dora, Anhaltische Bücherei Dessau, Privatsammlungen
- 2012: Die Farm. Kohlezeichnungen zu einem Text von J. M. Coetzee, erschienen im Verlag Thomas Reche, Auflage 500 Exemplare, davon 100 Exemplare als Vorzugsausgabe
- 2013: Späte Zeit. Originalgrafisches Buch mit 19 Kaltnadelradierungen und einer Einbandradierung zu Gedichten von Ingeborg Bachmann, Heinrich Heine, Peter Huchel, Günter Eich, Günter Kunert, Wulf Kirsten, Thomas Rosenlöcher, André Schinkel, Hermann Broch, 25 × 25 cm, Auflage: 20 nummerierte Exemplare. Sammlungen: Herzogin Anna Amalia Bibliothek, Herzog August Bibliothek Wolfenbüttel, Universitäts- und Landesbibliothek Halle, Literaturarchiv Marbach, Privatsammlungen
- 2014: Die letzten Tage der Menschheit. Gezeichnetes Unikatbuch zu Karl Kraus, Kohlezeichnungen, handgeschriebener Text, 2014, 14 × 22 cm. Sammlung: Herzog August Bibliothek Wolfenbüttel
- 2014: Die Verwandlung. Gezeichnetes Unikatbuch zu einer Erzählung von Franz Kafka, Kohlezeichnungen, handgeschriebener Text, 14 × 22 cm. Sammlung: Herzog August Bibliothek Wolfenbüttel
- 2014: Gombosszeg. Kaltnadelradierungen zu Texten von Péter Nádas, erschienen im Verlag Thomas Reche, Auflage 500 Exemplare, davon 120 Exemplare als Vorzugsausgabe. Sammlungen: Herzog August Bibliothek Wolfenbüttel, Herzogin Anna Amalia Bibliothek, Universitäts- und Landesbibliothek Halle, Kunstbibliothek Staatliche Museen Stiftung Preußischer Kulturbesitz zu Berlin
- 2014: was ich noch sagen wollte. Kaltnadelradierungen zu Gedichten von Wulf Kirsten, erschienen im quartus Verlag, Auflage 444 Exemplare, davon 44 Exemplare als Vorzugsausgabe. Sammlungen: Herzog August Bibliothek Wolfenbüttel, Herzogin Anna Amalia Bibliothek, Kunstbibliothek Staatliche Museen Stiftung Preußischer Kulturbesitz zu Berlin
- 2014: Am Fließ. Originalgrafisches Buch mit 13 Kaltnadelradierungen und einer Einbandradierung zu zum Teil unveröffentlichten Gedichten von Günter Kunert, 27,5 × 34,5 cm, Auflage: 20 nummerierte Exemplare. Sammlungen: Herzog August Bibliothek Wolfenbüttel, Herzogin Anna Amalia Bibliothek, Universitäts- und Landesbibliothek Halle, Kunstbibliothek Staatliche Museen Stiftung Preußischer Kulturbesitz zu Berlin
- 2014: wir, die Juden, die da kamen, wie Lenz, durchs Gebirg – Eine Spurensuche Gezeichnete Unikatmappe, Kohlezeichnungen mit handgeschrieben Zitattexten von Lenz, Goethe, Cornelia Schlosser, Oberlin, Häftlingen des KL Natzweiler-Struthof u. a., 2014, 14 × 22 cm. Sammlung: Privatsammlung
- 2015: Stadt meiner Kindheit. Augenblicke. Originalgrafisches Buch mit 13 Kaltnadelradierungen und 2 Einbandradierungen zu 16, fast ausschließlich für dieses Buch entstandenen Texten (Lyrik und Kurzprosa) von André Schinkel, 21,5 × 34,5 cm, Auflage 20 nummerierte Exemplare und ein E.a. Exemplar. Sammlungen: Herzogin Anna Amalia Bibliothek, Stiftung Lyrikkabinett München, Stadtarchiv Halle, Universitäts- und Landesbibliothek Halle, Schillerarchiv Marbach
- 2015: Die Bibel. Kaltnadelradierungen zu einem Text von Péter Nádas, erschienen im Verlag Thomas Reche, Auflage 500 Exemplare, davon 120 Exemplare als Vorzugsausgabe. Sammlungen: Universitätsbibliothek Halle, Herzogin Anna Amalia Bibliothek, Schillerarchiv Marbach
- 2015: Die Würde des Menschen ist unantastbar. Gezeichnete Unikatmappe, Kohlezeichnungen mit handgeschriebenen Zitattexten von Stepháne Hessel u. a., 14 × 22 cm. Sammlung: Maria Pawlowna Gesellschaft Weimar
- 2016: Idyll. Gezeichnetes Unikatbuch zu einem Text von Wolfgang Hilbig, Kohlezeichnungen und handgeschriebener Text,. Sammlung: 14 × 22 cm. Sammlung: Privatsammlung
- 2016: Blick auf die Stadt. Kassette mit originalgrafischen Kaltnadelradierungen und Einbandradierung von Susanne Theumer, acht ausschließlich für diese Arbeit entstandenen Texten von André Schinkel, vier Fotografien (neue Handabzüge auf Barytpapier) von Gerald Große aus den Jahren 1974–1976, Auflage 20 nummerierte und signierte Exemplare
- 2017: Der Wanderer. Originalgraphisches Buch mit 11 Radierungen und einer Einbandradierung zu Gedichten von Johannes Bobrowski,  21 × 24 cm, Auflage: 20 nummerierte Exemplare. Sammlungen: Herzogin Anna Amalia Bibliothek,  Universitäts- und Landesbibliothek Halle,  Privatsammlungen
- 2017: Tränenhalsband. Originalgraphisches Buch mit 15 Radierungen und einer Einbandradierung zu Gedichten von Selma Meerbaum-Eisinger, Auflage: 16 nummerierte Exemplare, Sammlungen: Universität- und Landesbibliothek Halle, Stiftung Lyrikkabinett München, Herzogin Anna Amalia Bibliothek, Privatsammlungen
- 2018: An der Hafenbahn. Originalgrafisches Buch mit 12 Kaltnadelradierungen, Texte von André Schinkel, Handeinband, bedruckt, bezogen, 27 × 30 cm, Auflage: 20 Exemplare
- 2018: sonnenschwarz. Originalgrafische Mappe zu Gedichten von Ossip Mandelstam, 11 Kaltnadelradierungen, Nyloprint, Handeinband mit Radierung bedruckt und bezogen, Auflage: 15 Exemplare. 22 × 23 cm
- 2019: Selma Meerbaum. Ich bin der Regen – Gedichte mit Radierungen von Susanne Theumer, edition sonblom. ISBN 978-3-9815582-7-2
- 2019: Frauen der Reformation-Eine Hommage,  Originalgrafisches Buch mit 20 Kaltnadelradierungen und Texten, Handeinband, mit einer Radierung bedruckt und bezogen, 22 × 23 cm, Auflage: 15 Exemplare
- 2020: Der Goldberg, Originalgrafisches Buch mit 11 Kaltnadelradierungen, Texte von André Schinkel, Handeinband mit einer Radierung bedruckt und bezogen, 25,5 × 32 cm, Auflage: 19 Exemplare
- 2020: „Cécile“ zu Theodor Fontane, Originalgrafisches Buch mit  14 Kaltnadelradierungen, Handsatz, Handeinband mit Radierung bedruckt und bezogen, 31 × 24 cm, 19 Exemplare
- 2021:  „Reigen“ zu Gedichten von Ingeborg Bachmann, Annette von Droste-Hülshoff, Nelly Sachs, Hilde Domin, Rainer Maria Rilke, Gerhard Gundermann, Robert Faesi, Riccarda Huch und André Schinkel, 15 Kaltnadelradierungen, Handsatz, Handeinband mit Radierung bedruckt und bezogen, 28 × 34 cm, Auflage: 17 Exemplare
- 2021: „Stadt am Fluss“, Originalgrafische Kassette mit 5 Farbholzschnitten von Frank Eißner und 5 Kaltnadelradierungen von Susanne Theumer, 28 × 20 cm, Auflage: 13 Exemplare, 1 e.a.
- 2022: „lost playgrounds“ mit einem Gedicht von Rainer Maria Rilke und vier Prosastücken von André Schinkel, Originalgrafische Mappe mit 9 Kaltnadelradierungen, Texte im Handsatz gedruckt, Handeinband mit Radierung bedruckt, 45,5 × 55,5 cm, Auflage: 10 Exemplare
- 2023: „Die Zeit steht still“ zu Gedichten von Mascha Kaléko, originalgrafisches Buch mit 13 Kaltnadelradierungen zu 13 Gedichten von Mascha Kaléko, Texte im Handsatz gedruckt, Handeinband mit Radierung bedruckt, 30 × 21 cm, Auflage: 19 Exemplare
- 2023 „Abendlicht“ zu größtenteils unveröffentlichten Gedichten von Wulf Kirsten, originalgrafisches Buch mit 9 Kaltnadelradierungen und 2 Einbandradierungen zu 8 Gedichten von Wulf Kirsten, Texte im Handsatz gedruckt, Handeinband mit Radierungen bezogen und bedruckt, 32 × 19 cm, Auflage 17 Exemplare
- 2024 "Schon blüht die Herbstzeitlose" zu  Gedichten von Else Lasker-Schüler, 13 Kaltnadelradierungen, eine Entschuldigungsgrafik und eine große Einbandradierung zu 13 Gedichten von Else Lasker-Schüler, Texte im Handsatz gedruckt, Handeinband mit Radierung bezogen und bedruckt, 40 41 cm, Auflage: 21 Exemplare